# Chet Baker Sings and Plays
| Recensione | Giudizio |
| ---------- | -------- |
| AllMusic   |          |

Chet Baker Sings and Plays (sottotitolato With Bud Shank, Russ Freeman and Strings) è un album in studio del trombettista jazz statunitense Chet Baker, pubblicato nel giugno del 1955.

## Tracce

### LP
Lato A (PJ-602)
1. Let's Get Lost – 3:42 (testo: Frank Loesser – musica: Jimmy McHugh) – Registrato il 7 marzo 1955
2. This Is Always – 3:08 (testo: Mack Gordon – musica: Harry Warren) – Registrato il 28 febbraio 1955
3. Long Ago and Far Away – 3:56 (testo: Ira Gershwin – musica: Jerome Kern) – Registrato il 7 marzo 1955
4. Someone to Watch Over Me – 3:01 (testo: Ira Gershwin – musica: George Gershwin) – Registrato il 28 febbraio 1955
5. Just Friends – 2:42 (testo: Sam M. Lewis – musica: John Klenner) – Registrato il 7 marzo 1955

Lato B (PJ-603)
1. I Wish I Knew – 3:59 (testo: Mack Gordon – musica: Harry Warren) – Registrato il 28 febbraio 1955
2. Daybreak – 2:40 (testo: Harold Adamson – musica: Ferde Grofé) – Registrato il 7 marzo 1955
3. You Don't Know What Love Is – 4:50 (testo: Don Raye – musica: Gene de Paul) – Registrato il 7 marzo 1955
4. Grey December – 3:44 (Frank Campo) – Registrato il 28 febbraio 1955
5. I Remember You – 3:14 (testo: Johnny Mercer – musica: Victor Schertzinger) – Registrato il 7 marzo 1955

### CD
Edizione CD del 2014, pubblicato dalla Pacific Jazz (PJ-79967)
1. Let's Get Lost – 3:42 (testo: Frank Loesser – musica: Jimmy McHugh)
2. This Is Always – 3:08 (testo: Mack Gordon – musica: Harry Warren)
3. Long Ago and Far Away – 3:56 (testo: Ira Gershwin – musica: Jerome Kern)
4. Someone to Watch Over Me – 3:01 (testo: Ira Gershwin – musica: George Gershwin)
5. Just Friends – 2:42 (testo: Sam M. Lewis – musica: John Klenner)
6. I Wish I Knew – 3:59 (testo: Mack Gordon – musica: Harry Warren)
7. Daybreak – 2:40 (testo: Harold Adamson – musica: Ferde Grofé)
8. You Don't Know What Love Is – 4:50 (testo: Don Raye – musica: Gene de Paul)
9. Grey December – 3:44 (Frank Campo)
10. I Remember You – 3:14 (testo: Johnny Mercer – musica: Victor Schertzinger)
11. Let's Get Lost (EP Take) – 2:57 (testo: Frank Loesser – musica: Jimmy McHugh) – Traccia bonus - Registrato il 7 marzo 1955

- Durata brani (non accreditati sia nell'album originale sia su CD) ricavati dall'album (ristampa) pubblicato nel 2016 dalla Viny Lovers (6785438)

## Musicisti
Let's Get Lost / Long Ago and Far Away / Just Friends / Daybreak / You Don't Know What Love Is / I Remember You
- Chet Baker – tromba, voce
- Russ Freeman – piano
- Carson Smith – contrabbasso
- Bob Neel – batteria
- Registrazioni effettuate il 7 marzo 1955 al Capitol Studios di Los Angeles, California

This Is Always / Someone to Watch Over Me / I Wish I Knew / Grey December
- Chet Baker – tromba, voce
- Bud Shank – flauto
- Russ Freeman –piano
- Red Mitchell – contrabbasso
- Bob Neel – batteria
- Ray Kramer – violoncello
- Ed Lustgarten – violoncello
- Kurt Reher – violoncello
- Eleanor Slatkin – violoncello
- Corky Hale – arpa
- Frank Campo – arrangiamenti (brano: Grey December)
- Johnny Mandell – arrangiamenti (brano: Someone to Watch Over Me)
- Marty Paich – arrangiamenti (brani: This Is Always / I Wish I Knew)
- Registrazioni effettuate il 28 febbraio 1955 al Western Recorders di Los Angeles, California  [3]

Note aggiuntive
- Richard Bock – produttore
- William Claxton – foto copertina album originale
- Bill Brown – note retrocopertina album originale [4]